# Alžírská hokejová reprezentace
Alžírská hokejová reprezentace je národní hokejové mužstvo Alžírska. Poprvé se sešlo v roce 2006, kdy bylo složené z hráčů alžírského původu, většinou narozených ve Francii a působících v Evropě. Prvním turnajem, kterého se aktivně účastnila, byl Arab Cup v roce 2008. V konkurenci Maroka, Kuvajtu a SAE skončilo poslední. Alžírský reprezentant Harond Litim hrající ve Francii byl vyhlášen nejužitečnějším hráčem turnaje. 

Alžírsko je přidružený člen IIHF od 26. září 2019 Mezinárodní federace ledního hokeje (IIHF). Nemůže se proto účastnit mistrovství světa ani zimních olympijských her. V posledních letech bylo učiněno několik kroků k vzestupu alžírského hokeje – byla založena Asociace ledního a in-line hokeje (Association Algérienne de Ice et Inline Hockey) a v roce 2010 ve městě Tizi Ouzou otevřen první zimní stadion v zemi. Svými rozměry sice nesplňuje kritéria IIHF, jde ale o důležitý krok jak otevřít přístup mládeže k hokeji. Dalším krokem má být vybudování stadiónu oficiálních rozměrů a založení společné ligy s Marokem a Tuniskem. Jednou z postav, která podporuje růst alžírského hokeje je bývalý hráč týmů National Hockey League Tampa Bay Lightning, New Jersey Devils a Washington Capitals Josef Boumedienne, který je alžírského původu.

## Mezistátní utkání Alžírska
16.06.2008  Kuvajt 8:2 Alžírsko 
17.06.2008  SAE 6:2 Alžírsko 
18.06.2008  Maroko 9:6 Alžírsko 
19.06.2008  SAE 10:4 Alžírsko 
20.06.2008  Maroko 7:5 Alžírsko 
17.09.2017  Maroko 9:2 Alžírsko 
20.09.2017  Maroko 1:2 Alžírsko 
22.09.2017  Libanon 10:3 Alžírsko 